# Vier preludes voor kamerorkest
Vier preludes voor kamerorkest is een compositie van de Rus Boris Tsjajkovski.
Tsjajkovski leverde dit werk uiteindelijk in 1984 op, maar de geschiedenis van dit werk gaat veel verder terug. In 1965 schreef de componist een liederencyclus met teksten van de dichter Joseph Brodsky getiteld Vier gedichten van Joseph Brodsky. Deze schrijver  werd echter in 1964 verbannen naar Siberië voor vijf jaar dwangarbeid. De uitvoering van de liederencyclus werd twee dagen daarvoor getroffen door een ban. De beoogde soliste was Galina Visjnevskaja, toen nog min of meer geliefd bij het Sovjetregime. Na die ban zag Tsjajkovski wel in dat die de kans op een eventuele uitvoering van zijn werk zeer klein maakte. In 1984, Brodsky en Visjnevskaja zaten toen al lang in het buitenland, pakte Tsjajkovski de draad weer om en bewerkte de liederen, zodat het gespeeld kon worden op muziekinstrumenten. Volgens eigen zeggen hoefde hij er weinig aan te veranderen.
De vier preludes zijn:
- Agitato (voorheen het gedicht 'dialoog')
- con moto (voorheen gedicht 'Lyrics')
- Adagio (voorheen gedicht 'Vaarwel en vergeet')
- Semplice (voorheen gedicht 'Stanzas').

De versie voor kamerorkest beleefde haar première in Sint-Petersburg in 1985. De originele liederencyclus moest wachten tot maart/april 1988, totdat er een uitvoering kon worden gegeven en wel in Boston. Irina Zhurina was toen de sopraan, Lia Mogilevskaya achter de piano. Pas nog een jaar later was Rusland rijp voor dat werk. 
Tsjajkovski schreef de versie voor kamerorkest voor
- 2 hobo's,  2 fagotten
- 2 hoorns, 2 trompetten
- pauken,  glockenspiel, vibrafoon,  piano
- violen, altviolen, celli, contrabassen

## Discografie
- Uitgave Naxos, Kirill Esjov dirigeert het Musica Viva Kamerorkest
- Uitgave Northern Flowers: Edvard Serov met het Sint Petersburg kamerorkest
- Uitagve Toccata: Olga Filonova (zangeres), Olga Solevieva (piano)